# Liste der Ministerpräsidenten Äthiopiens
Diese Seite zeigt die Liste der Ministerpräsidenten von Äthiopien:
| Amtszeit                                                                             | Amtierender und Amt                                  | Partei                           | Anmerkungen                                       |
| Abessinien (Mängəstä Ityop'p'ya)                                                     | Abessinien (Mängəstä Ityop'p'ya)                     | Abessinien (Mängəstä Ityop'p'ya) | Abessinien (Mängəstä Ityop'p'ya)                  |
| ------------------------------------------------------------------------------------ | ---------------------------------------------------- | -------------------------------- | ------------------------------------------------- |
| 1942 bis 1. November 1957                                                            | Ras Betwoded Makonnen Endelkachew, Ministerpräsident | n-p                              | 1. Nachkriegs-Ministerpräsident                   |
| 27. November 1957 bis 15. Dezember 1960                                              | Ras Abebe Aregai, Vorsitzender des Ministerrats      | n-p                              | wurde nicht zum Ministerpräsidenten ernannt       |
| 12. Dezember 1960 bis 15. Dezember 1960                                              | Leul Ras Imru Haile Selassie, Ministerpräsident      | n-p                              | Ernannt von Anführern des Militärputschs von 1960 |
| 15. Dezember 1960 bis 17. April 1961                                                 | Vakant                                               |                                  |                                                   |
| 17. April 1961 bis 1. März 1974                                                      | Tsehafi Taezaz Aklilu Habte-Wold, Ministerpräsident  | n-p                              |                                                   |
| 1. März 1974 bis 22. Juli 1974                                                       | Lij Endalkachew Makonnen, Ministerpräsident          | n-p                              | Sohn des Ras Bitwoded Makonen Endalkachew         |
| 3. August 1974 bis 12. September 1974                                                | Lij Mikael Imru, Ministerpräsident                   | n-p                              | Sohn des Leul Ras Imru                            |
| Koordinierendes Komitee der Streitkräfte, Polizei und Territorialarmee (Därg)        |                                                      |                                  |                                                   |
| 12. September 1974 bis 10. September 1987                                            | Amt abgeschafft                                      |                                  |                                                   |
| Demokratische Volksrepublik Äthiopien                                                |                                                      |                                  |                                                   |
| 10. September 1987 bis 8. November 1989                                              | Fikre Selassie Wogderess, Ministerpräsident          | EWP                              |                                                   |
| 8. November 1989 bis 26. April 1991                                                  | Hailu Yimenu, ausführender Ministerpräsident         | EWP                              |                                                   |
| 26. April 1991 bis 27. Mai 1991                                                      | Tesfaye Dinka, ausführender Ministerpräsident        | EWP                              |                                                   |
| Äthiopien (Ityop’iya)                                                                |                                                      |                                  |                                                   |
| 27. Mai 1991 bis 6. Juni 1991                                                        | Tesfaye Dinka, ausführender Ministerpräsident        | EWP                              |                                                   |
| 6. Juni 1991 bis 22. August 1995                                                     | Tamirat Layne, ausführender Ministerpräsident        | EPDM                             |                                                   |
| Demokratische Bundesrepublik Äthiopien (Ityop’iya Federalawi Demokrasiyawi Ripeblik) |                                                      |                                  |                                                   |
| 23. August 1995 bis 20. August 2012                                                  | Meles Zenawi, Ministerpräsident                      | TPFL/EPRDF                       |                                                   |
| 20. August 2012 bis 15. Februar 2018                                                 | Hailemariam Desalegn, Ministerpräsident              | SEPDM/EPRDF                      | nach Protesten zurückgetreten                     |
| 15. Februar bis 2. April 2018                                                        | Hailemariam Desalegn, ausführender Ministerpräsident | SEPDM/EPRDF                      |                                                   |
| 2. April 2018 –                                                                      | Abiy Ahmed, Ministerpräsident                        | OPDO/EPRDF                       |                                                   |